# Kapoelasan
De kapoelasan (Nephelium ramboutan-ake, synoniem: Nephelium mutabile) is een plant uit de zeepboomfamilie (Sapindaceae). Het is een nauwe verwant van de ramboetan (Nephelium lappaceum) en wordt daar soms mee verward.
De boom wordt 10-15 m hoog en heeft een korte, 30-40 cm dikke stam. Jonge takken zijn bruin behaard. De samengestelde bladeren zijn afwisselend geplaatst, 15-45 cm lang en bestaan uit twee tot vijf paar (bijna) tegenoverstaande deelblaadjes. De deelblaadjes zijn elliptisch, 6-17,5 cm lang, donkergroen en matglanzend aan de bovenzijde en bleek, blauwig en bezet met enkele zijdeachtige haren aan de onderzijde. De groenachtige bloemen groeien aan dikke takken of in bladoksels en in eindstandige, geelachtig of bruinachtige behaarde bloeiwijzen. Ze hebben vier of vijf kelkbladeren en geen kroonbladeren.
De bolvormige, 5-7,5 cm grote vrucht heeft meer en ook kortere, dikkere stekels dan de ramboetan. Ze groeit in trossen. De stekelige, rode of gele schil omvat de eetbare glazig-witte of -gelige, tot 1 cm dikke zaadmantel, die aangenaam zoet aromatisch van smaak is. De smaak is aromatischer en zoeter dan die van de ramboetan. De bolvormige of elliptische, 2-3,5 cm lange zaden kunnen geroosterd worden gegeten.
De kapoelasan komt van nature voor in het tropisch laagland van Maleisië. Ook kan de boom worden aangetroffen in Thailand, de Filipijnen en Java. Daarnaast wordt de vrucht op kleine schaal in Costa Rica gekweekt.
|  |  |